# Марія Чудновська
 Марія Чудновська (англ. Maria Chudnovsky; 6 січня 1977) — ізраїльсько-американська вчена-математик, яка працює нині над теорією графів та комбінаторною оптимізацією. З 2012 року є стипендіанткою програми Мак-Артура.

## Біографія
Народилась Марія Чудновська 6 січня 1977 року. Навчалась у ліцеї № 30 міста Санкт-Петербург (Росія) та Техніоні (Ізраїль). Закінчила Прінстонський університет. Кандидатську роботу захистила під керівництвом Пола Сеймура. У 2003 році отримала ступінь доктора філософії. У 2006 році працювала у Колумбійському університеті. З 2015 року  працює професором на кафедрі математики Прінстонського університету.
Є громадянкою Ізраїлю та постійним жителем США. У 2012 році вона вийшла заміж за Даніеля Паннера, скрипаля, який викладає в музичній школі «Маннес» і в школі «Джульярд». У них є син на ім'я Рафаель.

## Наукові дослідження
Внески Марії Чудновської до теорії графів включають доведення сильної теореми про досконалі графи (з Нілом Робертсоном, Полом Сеймуром та Робіном Томасом), що характеризують ідеальні графіки як точні графіки, які не мають циклів індукованої довжиною принаймні 5 або їх доповнення. Інші наукові внески Чудновської включають співавторство першого поліноміального алгоритму часу для розпізнавання досконалих графів (ступінь 9) і структурної характеристики графів.

## Нагороди та відзнаки
У 2004 році Марія Чудновська був названа однією з «10 Діамантів» популярного журналу «Наука». У 2009 році її робота та її співавторів над сильною теоремою про досконалі графи виграла премію Фалкерсона. У 2012 році вона була нагороджена «нагородою генія» в рамках програми стипендія Мак-Артура

## Обрані публікації
- | Зовнішні відеофайли | Зовнішні відеофайли                                                         |
| ------------------- | --------------------------------------------------------------------------- |
|                     | Mathematician Maria Chudnovsky: 2012 MacArthur Fellow, MacArthur Foundation |
- Наукова робота Марії Чудновської [Архівовано 20 серпня 2018 у Wayback Machine.]
- Chudnovsky, Maria; Cornuéjols, Gérard; Liu, Xinming; Seymour, Paul; Vušković, Kristina (2005), Recognizing Berge graphs, Combinatorica, 25 (2): 143—186, doi:10.1007/s00493-005-0012-8, MR 2127609.
- Chudnovsky, Maria; Seymour, Paul (2005), The structure of claw-free graphs, Surveys in Combinatorics 2005, London Mathematical Society Lecture Note Series, т. 327, Cambridge: Cambridge Univ. Press, с. 153—171, doi:10.1017/CBO9780511734885.008, ISBN 9780511734885, MR 2187738.
- Chudnovsky, Maria; Robertson, Neil; Seymour, Paul; Thomas, Robin (2006), The strong perfect graph theorem, Annals of Mathematics, 164 (1): 51—229, arXiv:math/0212070, doi:10.4007/annals.2006.164.51.
- Chudnovsky, Maria; Sivaraman, Vaidy (2018), Odd Holes in Bull-Free Graphs, SIAM Journal on Discrete Mathematics, 32 (2): 951—955, arXiv:1704.04262, doi:10.1137/17M1131301, MR 3794342